# Hoằng Giang
Hoằng Giang là một xã thuộc tỉnh Thanh Hóa, Việt Nam.

## Xã Hoằng Giang trước tháng 6 năm 2025

### Địa lý
Xã Hoằng Giang ở phía tây huyện Hoằng Hóa, nằm về phía đông bắc ngay bên ngã ba Đầu – nơi sông Chu đổ vào sông Mã, có vị trí địa lý:
- Phía đông giáp các xã Hoằng Phú, Hoằng Hợp
- Phía tây giáp huyện Thiệu Hóa với ranh giới là sông Mã
- Phía nam giáp thành phố Thanh Hóa với ranh giới là sông Mã
- Phía bắc giáp xã Hoằng Xuân.

Xã Hoằng Giang có diện tích tự nhiên 7,54 km², quy mô dân số năm 2022 là 10.587 người, mật độ dân số đạt 1.404 người/km². Dân cư sinh sống tại Hoằng Giang chủ yếu là người Kinh.

## Lịch sử
Xã Hoằng Giang trước Cách mạng tháng Tám là xã Trinh Sơn thuộc tổng Lỗ Hương, huyện Hoằng Hóa. Từ năm 1953 có tên gọi là xã Hoằng Giang, gồm các làng: làng Triêng (Trinh Sơn) và làng Đầu (Hợp Đồng).
Làng Triêng (Kẻ Triêng) ngày xưa gồm các xóm: Trinh Xuyên, Trinh Đông, Trinh Tây, Trinh Nam, Trinh Lộc, xóm Đình, xóm Đường Bòng, xóm Chợ,... Đầu thời Nguyễn là xã Trinh Sơn; sau được chia thành 4 thôn từ thôn 3 đến thôn 6. Làng Đầu ngày xưa gồm các xóm: Hợp Tiến, Hợp Thành, Hợp Minh, Hợp Đức, Hợp Nghĩa. Đầu thời Nguyễn là xã Đồng Xá; sau được chia thành 2 thôn: thôn 1 và thôn 2.
Năm 2018, xã Hoằng Giang có 6 thôn, đánh số từ 1 đến 6, xã Hoằng Phượng có 7 thôn, gồm thôn Phượng Mao và các thôn đánh số từ 1 đến 6. Ngày 11 tháng 7 cùng năm, Hội đồng nhân dân tỉnh Thanh Hóa khóa XVII thông qua Nghị quyết về việc sắp xếp thôn, tổ dân phố trên địa bàn tỉnh. Theo đó:
- Xã Hoằng Giang: nhập thôn 1 và thôn 2 thành thôn Hợp Đồng, nhập thôn 5 và thôn 6 thành thôn Trinh Thọ, đổi tên các thôn 3, 4 thành các thôn Trinh Phúc, Trinh Lộc;
- Xã Hoằng Phượng: nhập thôn 1 và thôn 2 thành thôn Vĩnh Gia 1, nhập thôn 3 và thôn 6 thành thôn Vĩnh Gia 2, nhập thôn 4 và thôn 5 thành thôn Vĩnh Gia 3.

Sau sắp xếp, các xã Hoằng Giang, Hoằng Phượng mỗi xã đều có 4 thôn.
Năm 2022, xã Hoằng Giang có diện tích 3,64 km², dân số là 5.075 người, mật độ dân số đạt 1.394 người/km²; xã Hoằng Phượng có diện tích 3,90 km², dân số là 5.490 người, mật độ dân số đạt 1.408 người/km².
Ngày 24 tháng 10 năm 2024, Ủy ban Thường vụ Quốc hội thông qua Nghị quyết số 1238/NQ-UBTVQH15 (có hiệu lực từ ngày 1 tháng 1 năm 2025). Theo đó, nhập toàn bộ diện tích và dân số của xã Hoằng Phượng vào xã Hoằng Giang.
Từ ngày 16 tháng 6 năm 2025 theo Nghị quyết số 1686/NQ-UBTVQH15  của Ủy ban Thường vụ Quốc hội,  sáp nhập  toàn bộ diện tích tự nhiên, quy mô dân số của các xã Hoằng Xuân, Hoằng Quỳ, Hoằng Hợp và Hoằng Giang thuộc huyện Hoằng Hóa  thành xã mới có tên gọi là xã Hoằng Giang. Xã này chính thức hoạt động từ ngày 01 tháng 7 năm 2025.

## Hành chính
Xã Hoằng Giang gồm 8 thôn: Hợp Đồng, Phượng Mao, Trinh Lộc, Trinh Phúc, Trinh Thọ, Vĩnh Gia 1, Vĩnh Gia 2, Vĩnh Gia 3.